# Martin P5M Marlin

Le Martin P5M Marlin est un hydravion militaire bimoteur américain. 

## Historique

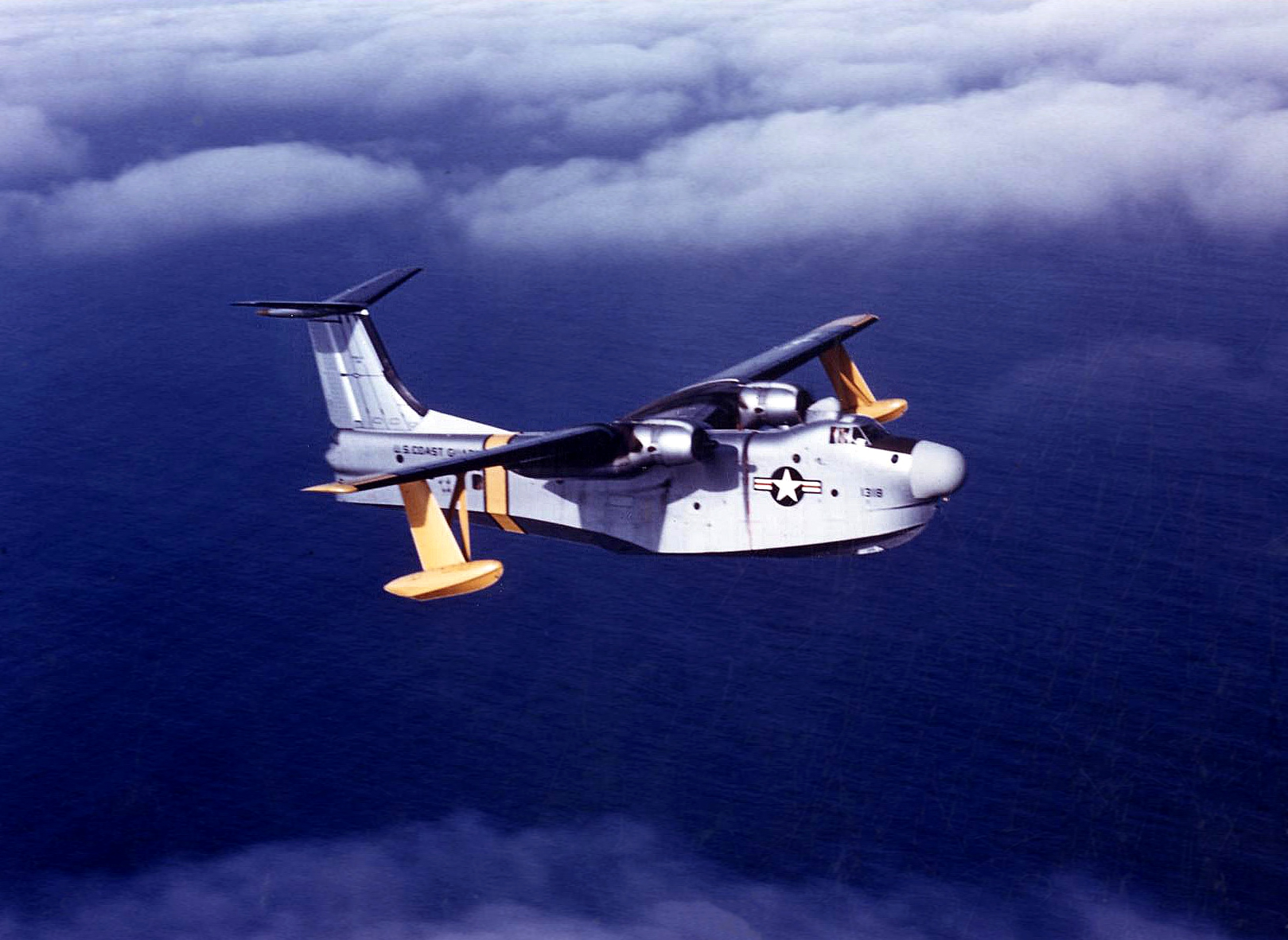
P5M des garde-côtes de San Diego.

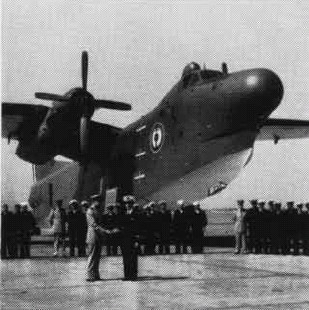
P5M-2 de l’US Navy aux couleurs de la marine française servant à l'entraînement des équipages français en 1957.

Il fut utilisé par l'US Navy pour la lutte anti-sous-marine et pendant la guerre du Viêt Nam et par les US Coast Guards. 
Il servit également à la marine française à raison de 10 exemplaires de la version P5M-2 dans la flottille 27 basé à la base d'aéronautique navale Bel-Air de Dakar de janvier 1959 à août 1964 avant de retourner aux États-Unis. Il est le dernier hydravion ayant servi dans l'aéronautique navale.

## Caractéristiques
La mise en œuvre de cet hydravion était lourde puisqu'il fallait à chaque vol le mettre au sec après l'avoir copieusement rincé à l'eau douce pour éviter la corrosion. Cela nécessitait une équipe de piste bien entrainée et trois tracteurs manœuvrant simultanément.

## voir aussi

### Développement lié
- PBM Mariner
- P7M Submaster

### Aéronefs comparables
- Beriev Be-12
- Short Sunderland
- ShinMaywa US-1A